# Liliput (Modelleisenbahn)

Liliput-Logo

Liliput ist ein Hersteller von Modelleisenbahnen der Nenngröße H0 in der Spur H0 (Normalspur), Spur H0e (Schmalspur), Nenngröße N und Nenngröße G. Das ursprünglich österreichische Unternehmen ist heute Teil der britischen Bachmann-Gruppe.

## Geschichte

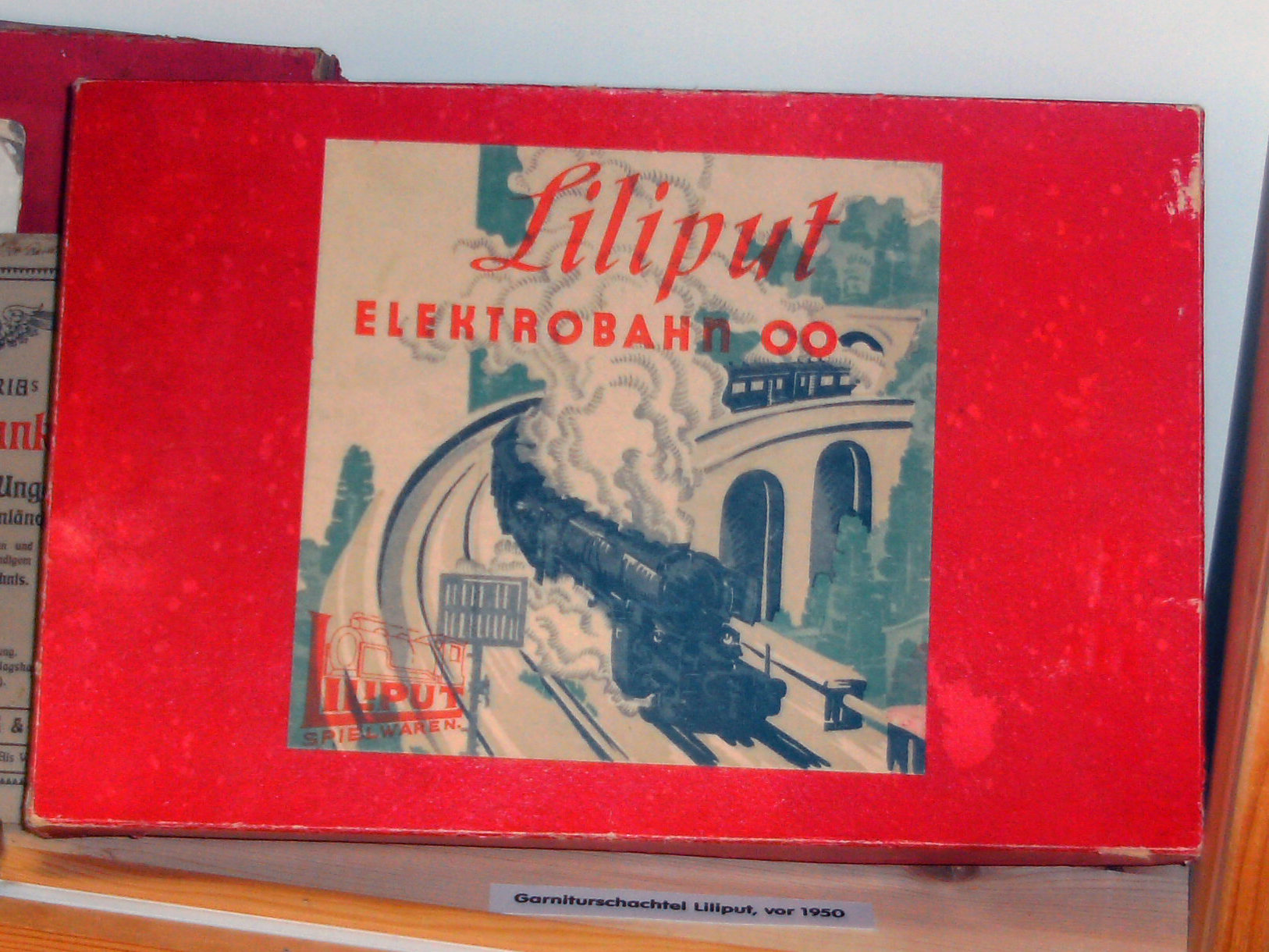
Garnitur-Schachtel aus der Anfangszeit mit dem Motiv der Semmeringbahn im Kleinen Bahn-Museum

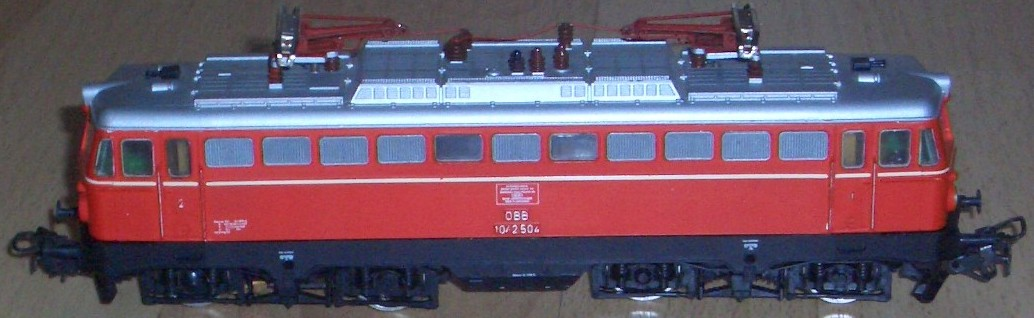
Elektrolok 1042.504 aus der früheren Produktion von Liliput Wien

Liliput wurde 1947 von Walter Bücherl in Wien mit sechs Mitarbeitern gegründet, der ursprüngliche Firmenname lautete „Liliput - R. Cvetkovics und Co.“. R. Cvetkovics war der Schwager von Bücherl, im Jahre 1950 wurde der Name auf „Liliput Spielwarenfabrikation Walter Bücherl“ geändert. Anfangs wurden ausschließlich Blecheisenbahnen in Spurweite 00 gefertigt, deren Konstruktion zum Teil von den übernommenen Firmen IGRI (Ignaz Richter) und Tornado stammte.
Erst ab ca. 1950 beschäftigte man sich mit der Produktion von Kunststoffmodellen und wurde dabei bald einer der führenden österreichischen Hersteller. Ursprünglich für das (von Trix-Express entwickelte) Gleichstromsystem mit Mittelleiter entwickelt, erfolgte 1956 die Einführung des Zweileiter-Gleichstrom-Systems. Zeitweise waren die Modelle neben den beiden Systemen auch für das Märklin-Wechselstromsystem mit Mittelleiter lieferbar.
In den Anfangsjahren gab es eine große Rivalität zum ebenfalls in Wien ansässigen Konkurrenten Kleinbahn, welche angeblich sogar zu gegenseitiger Betriebsspionage, Bestechung und Handgreiflichkeiten zwischen den Firmenchefs Erich Klein und Walter Bücherl auf der Wiener Herbstmesse (um das Modell des elektrischen Schnelltriebwagens SBB RBe 2/4 „Roter Pfeil“) führte. Fakt ist, dass beide Hersteller in den 1950er und 1960er Jahren mitunter zeitgleich Modelle derselben Vorbilder herausbrachten oder einen regelrechten Wettbewerb darum führten, wer mit welchem neuen Modell zuerst am Markt erschien.
Liliput entwickelte sich in den 1960er Jahren zur festen Größe auf dem Modelleisenbahnmarkt, der hohe Detaillierungsgrad seiner Modelle galt als wegweisend. In dieser Zeit schaffte man den Sprung vom Spielzeug- zum Modelleisenbahn-Hersteller. Das erste modellmäßig detaillierte und damit richtungsweisende Modell war die preußische P8 im Jahre 1958, der sehr bald weitere nach Modellkriterien konstruierte Fahrzeuge folgten. Ab dem Jahre 1967 wurde bei Liliput Schmalspurbahnen der Spur H0e ins Programm aufgenommen. Produziert wurden überwiegend Fahrzeuge nach Vorbildern der damals noch sehr zahlreichen österreichischen Schmalspurbahnen mit einer Vorbildspurweite von 760 mm (Bosnische Spurweite, Bosnaspur), deren Ursprung aus Teilen der teilweise übernommenen Egger-Bahn stammten, die nicht von Jouef übernommen wurden.  1970 kamen von Liliput als erstem Hersteller erstmals maßstäblich lange Personenwagen auf den Markt.
Produziert wurden vor allem Modelle nach deutschem und österreichischem Vorbild, aber auch Lokomotiven und Waggons nach Vorbildern anderer europäischer Bahnverwaltungen bereicherten das Sortiment. Erzeugt wurden die Liliput-Modellbahnen anfangs im fünften Wiener Gemeindebezirk, 1966 konnte eine neu gebaute Fabrik in der Kalvarienberggasse im Bezirk Hernals bezogen werden. Eine weitere Produktionsstätte befand sich ab 1977 in Baden bei Wien.
Zeitweise wurde unter dem Markennamen „ahm“ und „con-cor“ für den amerikanischen Markt und „mecanic“ für Schweden produziert, ebenso wurde dem Schweizer Hersteller Buco zugeliefert.
Die Firma geriet Ende der 1980er-Jahre in wirtschaftliche Schwierigkeiten, zunächst trat der Automodellhersteller Herpa als neuer Partner auf. Die Aktivitäten von Herpa waren jedoch nur ein kurzes Zwischenspiel, denn 1992 übernahm der britische Modellbahnhersteller Bachmann Europe Plc., eine Tochter der amerikanischen Bachmann Industries Liliput und verlagerte die Produktion zur Konzernmutter Kader Industrial Company Ltd. nach Hongkong. Entwicklung und Vertrieb der Liliput-Produkte erfolgt seitdem durch die deutsche Niederlassung in Altdorf bei Nürnberg.
Wegen der verschiedenen Besitzerwechsel des Unternehmens unterscheidet man heute bei der zeitlichen Einordnung von Liliput-Modellen zwischen Liliput Wien, Herpa-Liliput sowie Liliput-Bachmann.

## Produktpalette

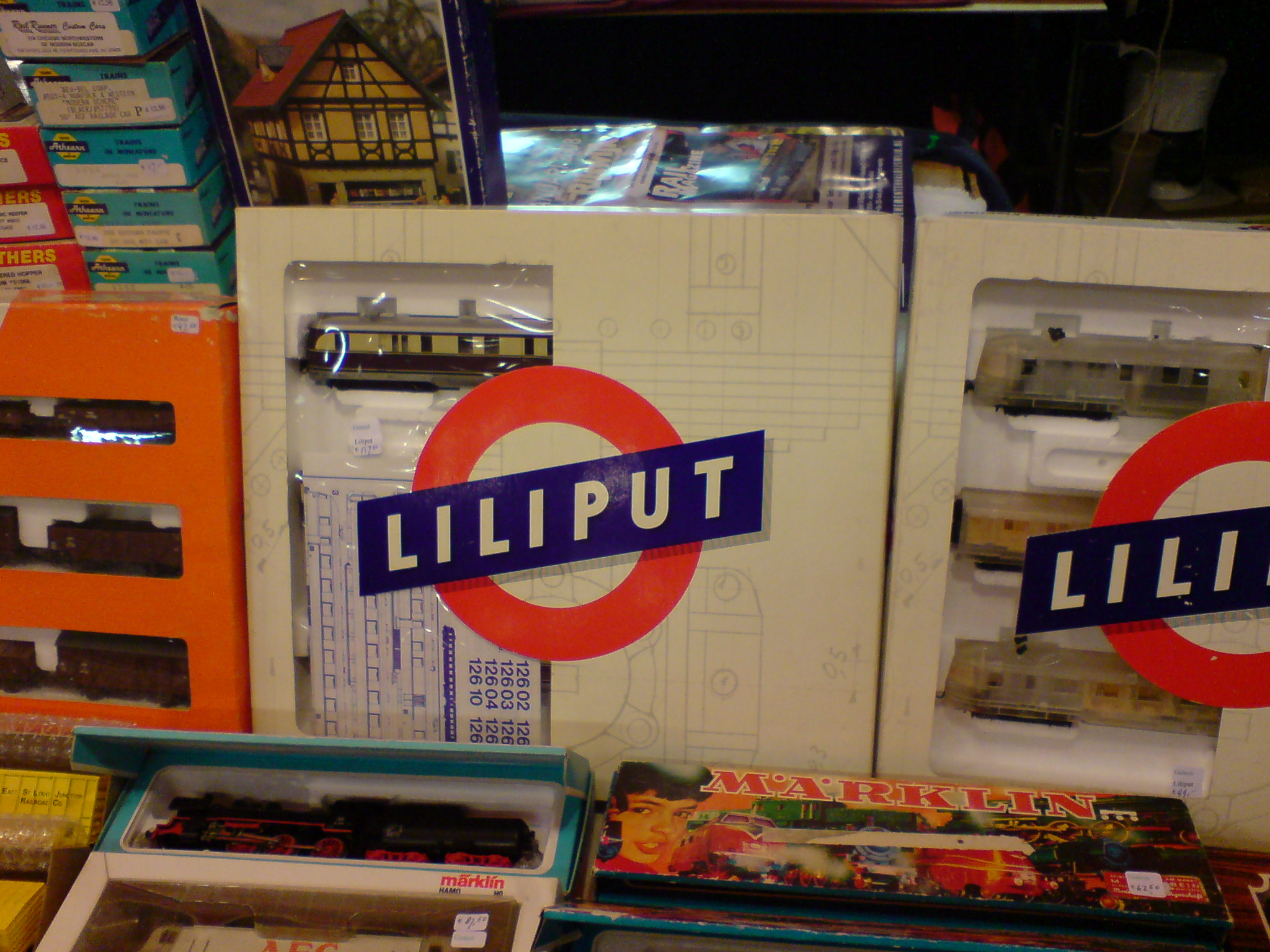
Verpackungen aus der Wiener Zeit

Liliput bietet heute Lokomotiven sowie Reisezug- und Güterwagen für die Nenngröße H0 und seit 2010 – im geringeren Umfang – auch für die Nenngröße N an. Hauptsächlich wird nach deutschen, schweizerischen und österreichischen Vorbildern produziert, zu großen Teilen noch mit den Formen aus Wien. Viele der aktuell angebotenen Produkte sind daher auch Weiterentwicklungen älterer Modelle aus der Wiener Liliput-Zeit.

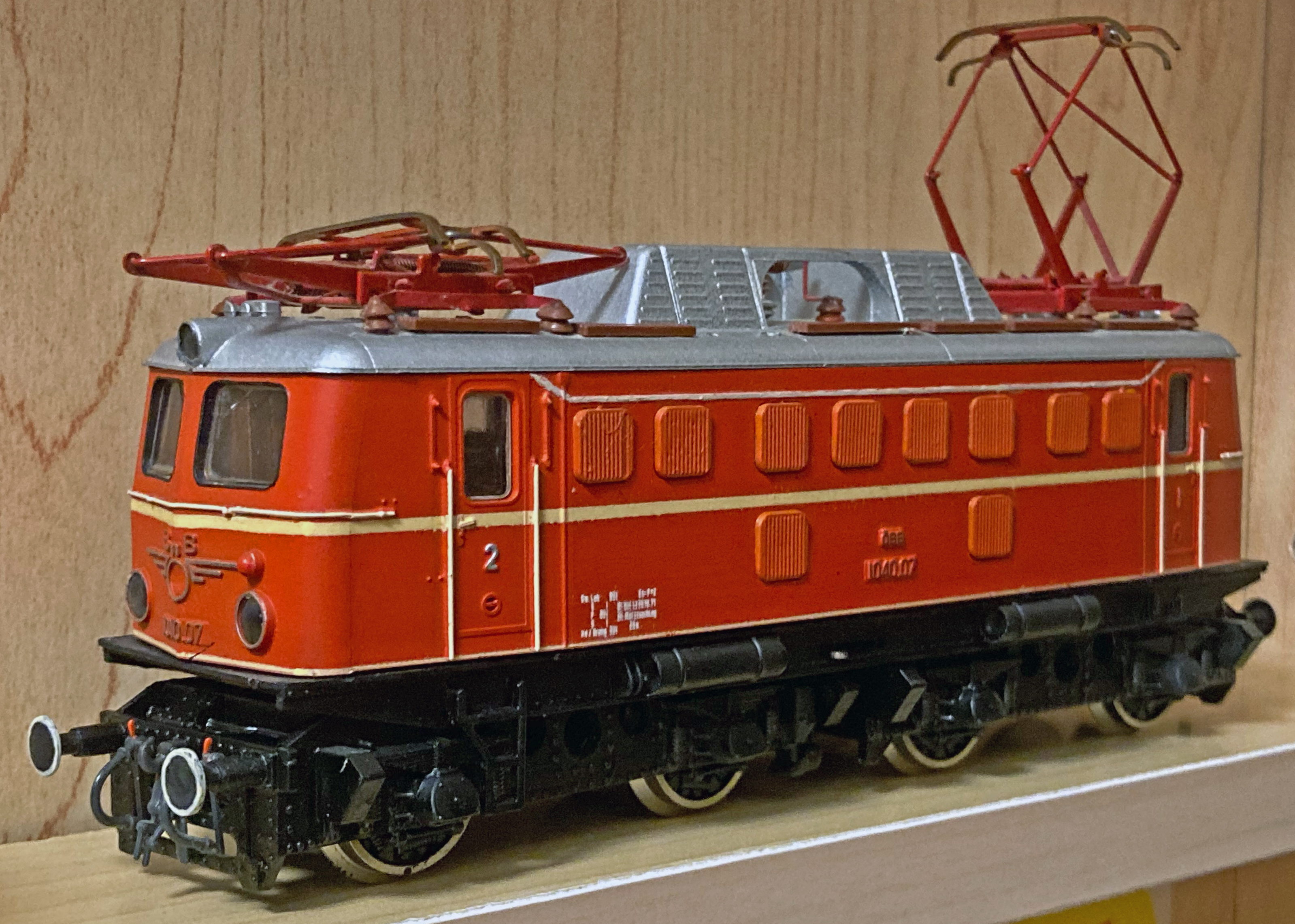
ÖBB 1040 (1970er Jahre)

Eine Spezialität von Liliput waren von jeher ausgefallenere Baureihen, wie z. B. die DB Baureihen 05, 45 oder die Schnellzugslok BBÖ 214. In dieser Tradition ist die heute für den österreichischen Markt gefertigte Garnitur der Reihe 220/230 der Wiener Lokalbahnen ebenso als ausgefallenes Modell zu sehen. In den letzten Jahren wurden vermehrt auch typisch österreichische Modelle wie die Triebwagen ÖBB 4030 oder ÖBB 5046, welche es bisher nur als unmaßstäblich verkürzte Modelle von Kleinbahn gab, maßstabsgetreu und detailliert neu konstruiert. Der Öfteren schon wurden die Liliput-Modelle deshalb zum „Modell des Jahres“ gekürt.
Liliput-Bachmann fertigt heute primär für das internationale Zweileiter-Gleichstrom-Gleissystem mit einer Spurweite von 16,5 mm. Liliput Wien bot eine größere Palette von Fahrzeugen auch für das Mittelleiter-Wechselstrom-Gleissystem an. Diese Aktivitäten stießen bei Liliput-Bachmann jedoch vorerst auf geringes Interesse und wurden erst ab etwa 2004/2005 herum wieder aufgenommen. Zum festen Sortiment von Liliput gehören zudem auch Schmalspurbahnen nach österreichischen Vorbildern in der Spur H0e mit einer Spurweite von 9 mm. Bekannt sind vor allem die Modelle der Schmalspur-Tenderlok der Reihe U, dessen Konstruktion ursprünglich von Egger-Bahn stammt, in ihren zahlreichen Varianten.
Die technische Ausführung von Liliput-Modellen der Wiener Epoche war immer wieder Gegenstand von Kritik, besonders die Qualität der Lokomotivantriebe stand immer wieder in Widerspruch zur gelungenen optischen Qualität der Modelle.

## Trivia
Der Enkel des Firmengründers Walter Bücherl, Klaus Jägerndorfer, besitzt mit der Firma Jägerndorfer Collection ein mittlerweile sehr erfolgreiches, fast ausschließlich für den österreichischen Markt produzierendes Modellbahn-Unternehmen. Mit detaillierten Modellen in Spur H0 und N setzt er damit das Werk seines Großvaters in Österreich fort.
Im privaten Kleinen Bahn-Museum in Altenmarkt an der Triesting wird der Geschichte des Unternehmens gedacht. Hier sind u. a. ganz frühe Modelle und Urformen von Spritzgussformen ausgestellt.